# Atrichopogon novaguinensis
Atrichopogon novaguinensis är en tvåvingeart som beskrevs av Tokunaga 1959. Atrichopogon novaguinensis ingår i släktet Atrichopogon och familjen svidknott. Inga underarter finns listade i Catalogue of Life.